# Maisons Hanssens
Les « Maisons Hanssens » sont deux maisons de style éclectique édifiées aux numéros 13 et 15 de l'avenue Ducpétiaux à Saint-Gilles, une commune de Bruxelles en Belgique, par l'architecte Paul Hankar et ornées de sgraffites de style Art nouveau par Adolphe Crespin.

## Historique
Les « Maisons Hanssens » ont été édifiées par Paul Hankar en 1894 pour Armand Hanssens, ami de l'architecte,, pour lequel il a également construit une maison au numéro 47 de la même avenue.

## Statut patrimonial
Les deux maisons sont inscrites sur la liste de sauvegarde des monuments de la Région de Bruxelles-Capitale depuis le 3 octobre 1996.

## Architecture
Les deux maisons sont entièrement symétriques et représentent l'image miroir l'une de l'autre à un détail près : la position des sgraffites.
Chacune des maisons présente une façade en briques rouges rythmée par des bandeaux de pierre blanche et possède trois niveaux et trois travées.
Le rez-de-chaussée de chacune d'elles est percé d'une porte surmontée d'une haute baie d'imposte, flanquée d'une fenêtre dont le linteau est constitué d'une poutrelle métallique surmontée d'un arc de décharge dont les claveaux alternent briques et pierre blanche.
Au premier étage, un balcon à cheval sur les deux façades unit les deux maisons.
Le deuxième étage de chaque façade est percé de trois fenêtres rectangulaires sous une corniche à modillons.
À part la frise de céramique qui court au-dessus du premier étage, la seule ornementation qui agrémente ces façades est constituée par deux sgraffites du peintre-décorateur Adolphe Crespin : celui du n° 13, qui porte le millésime « 1895 », orne l'allège de la baie centrale du dernier niveau, alors que celui du n° 15, orné d'un motif floral, est porté par le trumeau entre les baies du premier étage.

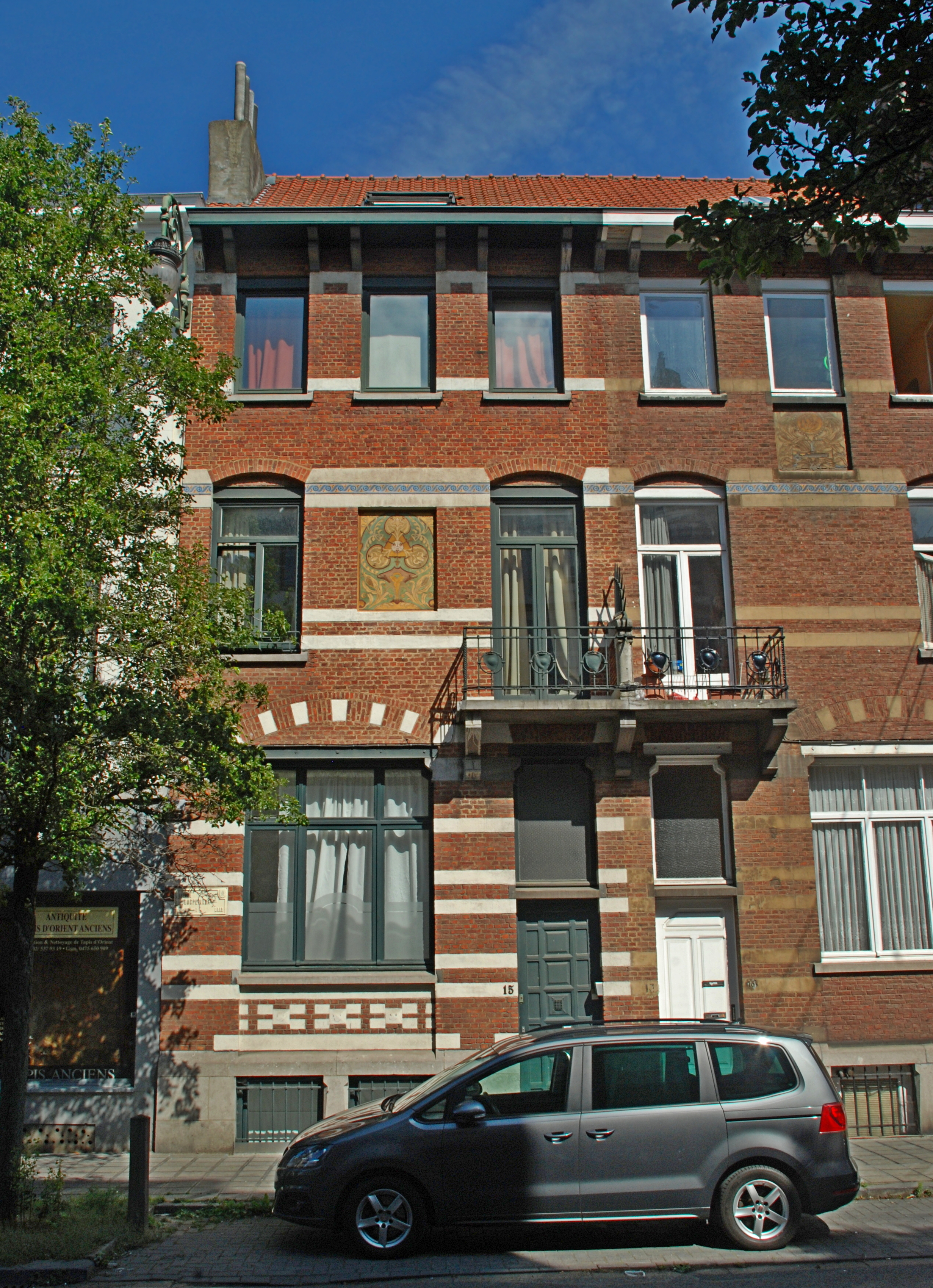
Façade du n° 15.
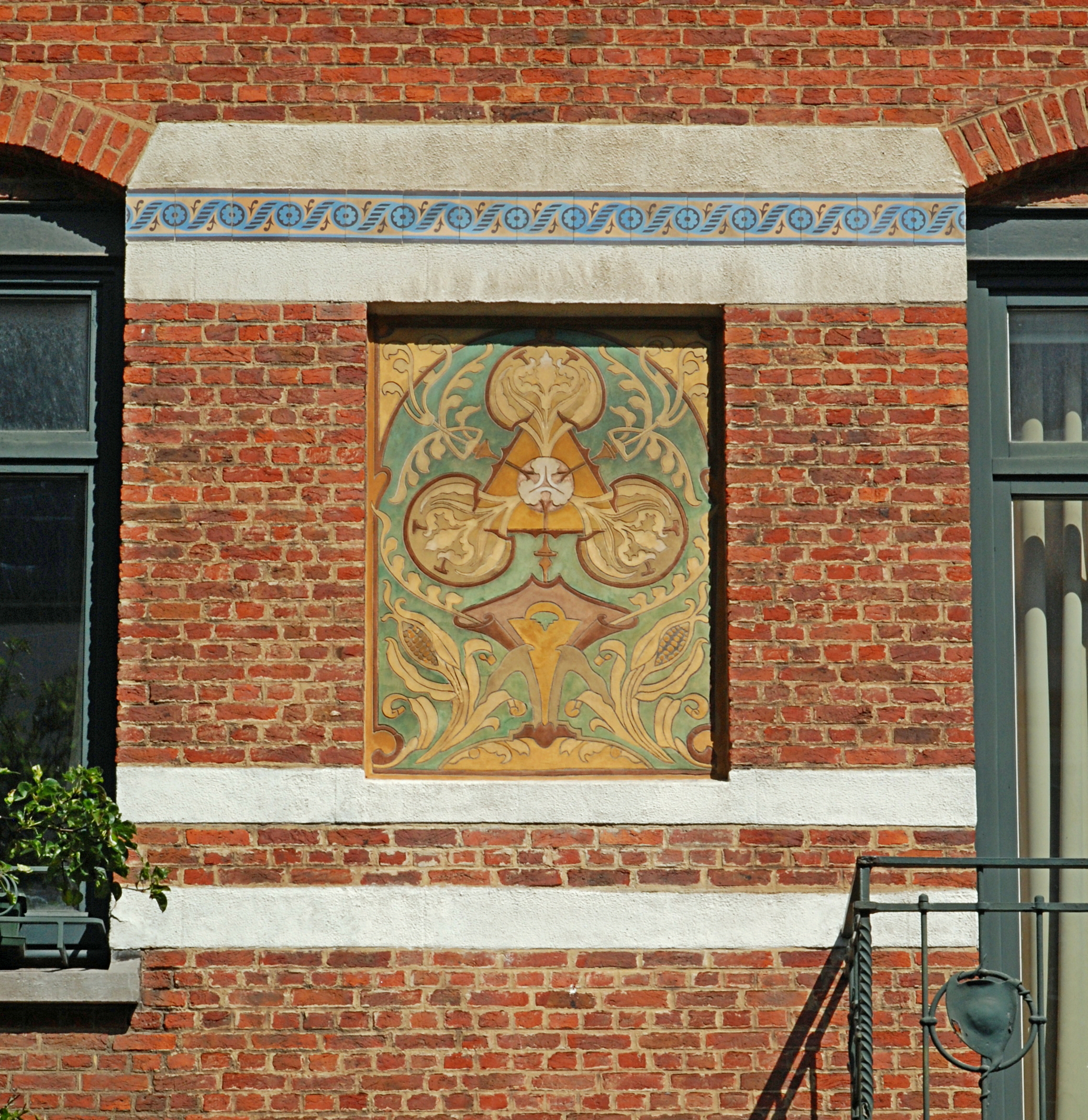
Sgraffite du n° 15.
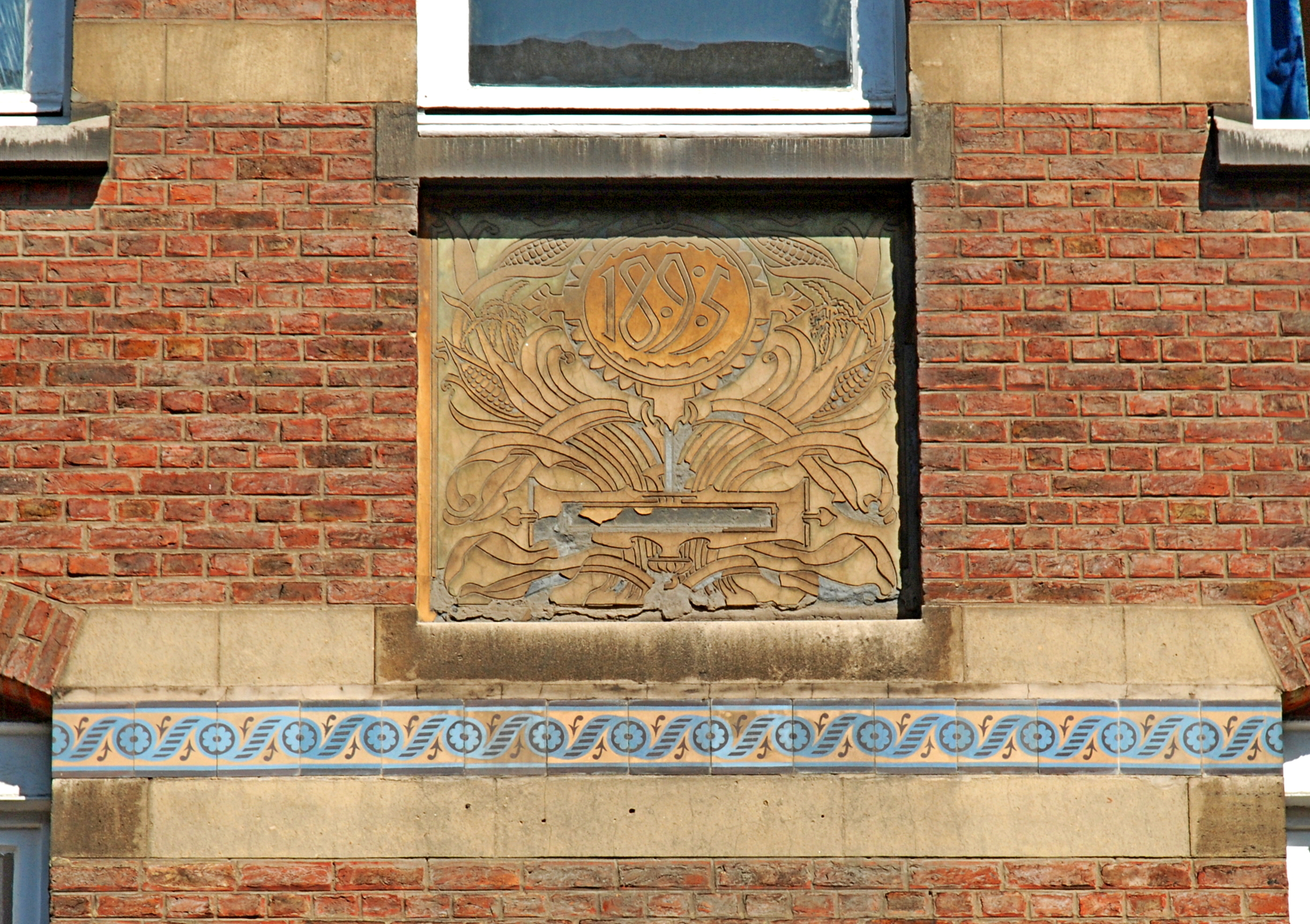
Sgraffite du n° 13 : millésime 1895.